# Kiosk
Kiosk es un framework que permite restringir las capacidades del entorno KDE. Originalmente fue diseñado para ordenadores que sirviesen como puntos de acceso público a Internet. Esos ordenadores suelen necesitar tener un entorno muy controlado para evitar que el usuario realice acciones que de alguna manera puedan ser dañinas. 
Kiosk también es útil en entornos empresariales dónde también es necesario restringir las acciones de los usuarios a los usos permitidos, así como gestionar la configuración de grandes cantidades de máquinas.